# Bloemdiagram
| bloemdiagram van een tulp | Bloemformule van de tulp: * K3 C3 A6 G(3) of K3 C3 A6 G(3) of * Ca3 Co3 A6 G(3) | tulp van boven |

Een bloemdiagram is een schematische voorstelling van een dwarsdoorsnede van een bloem. De dwarsdoorsnede gaat door het meest kenmerkende deel van de bloemdelen. De onderdelen van de bloem worden in hun onderlinge verband weergegeven, eventueel aangevuld met details van de vormen.
De min of meer 'vaste' onderdelen van de tekening zijn:
- bloembekleedselen (kelk- en kroonbladen) worden weergegeven met sikkelvormige figuren
- meeldraden worden weergegeven met een ellips of met een weergave van de dwarse doorsnede van helmknoppen
- stampers worden weergegeven met een schematische doorsnede van het vruchtbeginsel

De bloemformule en het bloemdiagram zijn beide korte beschrijvingen van de bloembouw.

## Vergroeiing

Bloemdiagram van de mannelijke bloem van Welwitschia mirabilis.

Sterk vergroeide bloemdelen worden met een doorgetrokken boogje en zwak vergroeide met een gestippeld boogje aangegeven.
Zowel kelkbladen als ook de kroonbladen kunnen met elkaar vergroeid zijn, zoals bij de klokjesfamilie (Campanulaceae).
Meeldraden kunnen onderling met elkaar vergroeid zijn, zoals bij de vlinderbloemenfamilie (Leguminosae of Fabaceae), maar ze kunnen ook ingeplant zijn op de kroonbladen.
De vruchtbladen (carpellen) zijn bij veel bloemplanten vergroeid tot een vruchtbeginsel. Bij de ranonkelfamilie (Ranunculaceae) zijn de vruchtbladen niet vergroeid en staan los op de bloembodem.